# Reflections of the Solstice
Reflections of the Solstice – pierwszy album studyjny zespołu Goatlord, wydany 13 września 1991 roku. Jest to bardzo mroczna wręcz apokaliptyczna muzyka o ciężkich i "surowych" brzmieniach w klimacie choćby takich zespołów jak Hellhammer.

## Lista utworów
1. „Blood Monk – 5:53
2. „Distorted Birth – 6:58
3. „The Fog – 6:55
4. „Underground Church – 4:34
5. „Chicken Dance – 3:50
6. „Acid Orgy – 5:42
7. „Possessed Soldiers of War – 5:17
8. „Sacrifice – 4:20

## Twórcy
- Ace Still – śpiew
- Joe Frankulin – gitara
- Jeff Schwob – gitara basowa, śpiew
- Jeff Nardone – perkusja
- Mitch Harris – śpiew (Utwory: 4, 6, 8)
- Christophe Moyen – projekt okładki